# ویلیام فریزر، اول بارون استراتالموند
ویلیام فریزر، اول بارون استراتالموند (انگلیسی: William Fraser, 1st Baron Strathalmond; ۳ نوامبر ۱۸۸۸ – ۱ آوریل ۱۹۷۰) سیاستمدار و کارشناس نفتی بریتانیایی بود، که در فاصله سالهای ۱۹۴۱ تا ۱۹۵۶ ریاست هیئت مدیره شرکت نفت ایران و انگلیس را برعهده داشت. وی از ۱۹۲۳ به شرکت نفت ایران و انگلیس پیوست و از ۱۹۲۸ در دوره مدیریت جان کدمن، نایب رئیس هیئت مدیره این شرکت بود.